# Malphas
Malphas, u demonologiji, trideset i deveti duh Goecije koji vlada nad četrdeset legija. Ima titulu velikog predsjednika u paklu. Pojavljuje se u obličju vrane, ali može preuzeti i ljudski lik. Ima vrlo grub glas. Posjeduje sposobnost gradnje kuća i visokih tornjeva, može otkrivati tajne neprijatelja, pronalazi dobre radnike, pomaže dobrim obiteljima i traži da mu se prinose žrtve, iako često zna prevariti svoje štovatelje.